# 광명중학교
광명중학교(光明中學校)는 대한민국 경기도 광명시 철산동에 있는 공립 중학교이다.

## 학교 연혁
- 1971년 12월 27일 : 광명중학교 설립인가
- 1972년 3월 3일 : 광명중학교 개교 (광명시 철산2동 78-4)
- 1972년 3월 17일 : 초대 심봉섭 교장 취임
- 1983년 5월 14일 : 신축교사 이전(광명시 철산3동 234-7)
- 1986년 12월 31일 : 교실 증측 (본관 5층 소 강당)
- 1997년 12월 30일 : 교사 증축 (별관 5층 교실 4개실)
- 2001년 4월 23일 : 학교 급식소 준공(조리실 1층, 식당 2개층)
- 2003년 1월 9일 : 급식소 확장 및 제2과학실, 가사실 이전
- 2003년 9월 14일 : 신교사 증축(신관 5층 특별실 2개실)
- 2011년 10월 7일 : 다목적체육관  "해오름 예지관"  개관
- 2013년 8월 30일 : 운동장 인조잔디구장 완공
- 2016년 3월 12일 : 방송통신중학교 개교 및 입학식
- 2024년 1월 5일 : 제50회 졸업 128명(21,384명)
- 2024년 1월 27일 : 방송통신중학교 제6회 졸업
- 2024년 3월 1일 : 제17대 신동훈 교장 취임
- 2024년 3월 4일 : 제53회 입학 (208명)

## 참고 자료
- 광명중학교 - 한국교육학술정보원 학교알리미